# Cinema ungherese
Il cinema ungherese racchiude tutte le opere cinematografiche prodotte nello stato omonimo.

## Dal cinema muto a quello sonoro

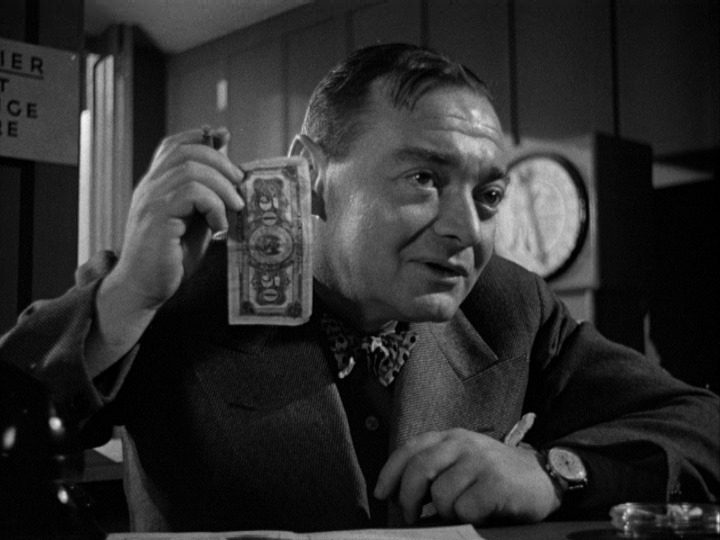
Peter Lorre

La prima casa di produzione cinematografica, la Projectograph, nasce alla fine dell'Ottocento. 
Nel 1901 viene realizzato il primo cortometraggio a soggetto, La danza. 
Il film che sancisce il primo caso di box office è Anima prigioniera (1913) di Michael Curtiz.
Con la dissoluzione dell'Impero Austro Ungarico, molti cineasti e lavoratori della settima arte emigrano altrove, alla ricerca di fortuna. Fra questi, si ricordano: Michael Curtiz, Peter Lorre, Victor Varconi e Bela Lugosi.
Con la nascita della Repubblica Democratica di Ungheria, il settore entra in crisi, a causa dell'emigrazione citata dinanzi. 
La prima pellicola sonora, Hyppolit il valletto di István Székely, è redatta nel 1931.

## Dalla Seconda Guerra Mondiale al comunismo
Con la creazione della Direzione Generale Film, viene applicata una politica protezionista sul cinema ungherese, con alta tassazione per i film stranieri. Sono, così, incentivate le opere dello stato. 
A cavallo della seconda guerra mondiale, Uomini della montagna è il primo lungometraggio premiato al Festival di Venezia.
Nel 1945 il Governo apre la prima scuola pubblica di cinema, la Filmművészeti Főiskola Színházművészeti.
Nel 1948, con la costituzione della Repubblica Popolare d'Ungheria, l'industria cinematografica venne nazionalizzata e controllata da organi di censura. Nasce la Mafilm. Fra i registi che emergono, si possono citare: Zoltán Fábri (il primo cineasta nominato agli Oscar) con I ragazzi della via Paal, nel 1969, e ancora László Ranódy e György Révész.
Dopo la morte di Stalin, si apre un periodo di liberalizzazione: vengono creati i primi cine-club e la Mafilm si dirama in più sedi. Aumentano le produzioni cinematografiche, alcuni cineasti si mettono in mostra. Miklós Jancsó ottiene numerosi riconoscenti per L'armata a cavallo. La poetessa Magda Szabó esordisce dietro la macchina da presa. Béla Tarr, invece, muove i suoi primi passi, diventando un'icona del cinema ungherese più tardi, verso gli anni Settanta.

## Dagli anni Ottanta fino al Duemila
Il primo film ungherese a vincere l'Oscar al miglior film straniero fu Mephisto, nel 1982, diretto da István Szabó.
Alla fine degli anni Ottanta, le sedi della Mafilm ottengono sempre più indipendenza, svincolandosi, quindi, dalla censura e dal pensiero filo-sovietico.
Escono, nelle sale cinematografiche, alcuni film cult presentati al Festival di Cannes: Perdizione (1988), Miss Arizona (1988), Diario per i miei figli (1989).
Con la caduta del regime comunista, l'Ungheria privatizza la Mafilm. Affiorano, inoltre, nuove case di produzioni cinematografiche. 
Fra i lungometraggi più premiati all'estero: L'uomo di Londra, Il figlio di Saul e Corpo e anima.